# Thomas S. Plowman
Thomas Scales Plowman (* 8. Juni 1843 in Talladega, Talladega County, Alabama; † 26. Juli 1919 ebenda) war ein US-amerikanischer Soldat, Bankier und Politiker (Demokratische Partei).

## Privatleben
Thomas Scales Plowman besuchte die Gemeinschaftsschule.
Während des Amerikanischen Bürgerkrieges verpflichtete er sich im Mai 1862 in der Konföderiertenarmee und diente dort in der Kompanie F, 51. Alabama Kavallerie. Nach dem Krieg ging er landwirtschaftlichen und kaufmännischen Tätigkeiten in Talladega nach. Ferner war er mehrere Jahre lang Präsident der First National Bank of Talladega und der erste Präsident von Bankhead Highway.

## Politischer Werdegang
Plowman entschied sich eine politische Laufbahn zu verfolgen, als er 1872 erfolgreich um das Amt des Bürgermeisters von Talladega kandidierte, einen Posten, den er drei Amtszeiten bekleidete. Er nahm 1888 als Delegierter an der Democratic National Convention teil. Später wurde er in den 55. US-Kongress gewählt, wo er allerdings nur vom 4. März 1897 bis zum 9. Februar 1898 tätig war, da die Wahl von dem Republikaner William F. Aldrich erfolgreich angefochten war. Plowman war in den Jahren 1910 und 1911 Mitglied und Vorsitzender der Talladega County Jury Commission. Ferner war er 1912 Mitglied im Senat von Alabama.
Plowman starb 1919 in Talladega und wurde dort auf dem Oak Hill Cemetery beigesetzt.